# Eberhard von Rentelen
Eberhard von Rentelen († 5. Februar 1520 in Lübeck) war ein Ratsherr der Hansestadt Lübeck.

## Leben
Eberhard von Rentelen war Sohn des Lübecker Ratsherrn Bertram von Rentelen. Eberhard Rentelen wurde 1501 in den Rat der Stadt gewählt. Er wurde 1495 Mitglied der patrizischen Zirkelgesellschaft und bewohnte das Haus Breite Straße 45 in Lübeck.
Sein Sohn Bartramus de Rentelen († 1529 am Englischen Schweiß) studierte an der Universität Rostock und wurde hernach als Bakkalaureat von 1521 bis 1529 Ratssekretär in Lübeck.